# Robliza de Cojos (kommunhuvudort)
Robliza de Cojos är en kommunhuvudort i Spanien.   Den ligger i provinsen Provincia de Salamanca och regionen Kastilien och Leon, i den centrala delen av landet, 200 km väster om huvudstaden Madrid. Robliza de Cojos ligger 818 meter över havet och antalet invånare är 221.
Terrängen runt Robliza de Cojos är platt. Runt Robliza de Cojos är det mycket glesbefolkat, med 7 invånare per kvadratkilometer. Närmaste större samhälle är Matilla de los Caños del Río, 5,5 km sydost om Robliza de Cojos. Trakten runt Robliza de Cojos består till största delen av jordbruksmark.